# Antonio Jasso
Antonio Jasso Álvarez (Distrito Federal, 11 de marzo de 1935-26 de junio de 2013) fue un futbolista mexicano. Jugó para el Club Zacatepec. Se probó en el Club Necaxa, donde debutó como jugador profesional. Comenzó como portero pero se distinguió como mediocampista ofensivo. Fue seleccionado nacional para los Juegos Centroamericanos en béisbol y fútbol. Pasó para el Club Zacatepec y luego al Club América, donde problemas con su entrenador lo llevaron a jugar en Segunda división. Jugó en la selección de fútbol de México que participó en la Copa Mundial de Fútbol de 1962. Le anotó dos goles a Gales durante un partido amistoso celebrado en el estadio de C. U. Fue director técnico de los Tigres de la UANL.

## Participaciones en Copas del Mundo
| Mundial                        | Sede  | Resultado    |
| ------------------------------ | ----- | ------------ |
| Copa Mundial de Fútbol de 1962 | Chile | Primera fase |

## Clubes
| Club      | País   | Año       |
| --------- | ------ | --------- |
| Necaxa    | México | 1954-1956 |
| Zacatepec | México | 1956-1960 |
| América   | México | 1960-1966 |

## Palmarés

### Como jugador
| Título           | Club      | País   | Año     |
| ---------------- | --------- | ------ | ------- |
| Primera División | Zacatepec | México | 1957-58 |
| Copa México      | América   | México | 1963-64 |
| Copa México      | América   | México | 1964-65 |
| Primera División | América   | México | 1965-66 |